# Vale da Pedra
Vale da Pedra ist eine Ortschaft und eine Gemeinde im mittleren Portugal.

## Geschichte
Zunächst als Foros de Vale da Pedra und später als Casais do Vale da Pedra geführt, gehörte der Ort zur Gemeinde Pontével. Lange bestimmten dazu die beiden Landgüter von Gaio, und die Flussschifffahrt und die Flussfischerei in Ponte do Reguengo das Leben im heutigen Gemeindegebiet. Durch die Ankunft der Eisenbahn ab Ende des 19. Jahrhunderts begann ein relativer Aufschwung.
Am 23. Mai 1988 wurde durch Ausgliederung die heute eigenständige Gemeinde geschaffen und erhielt die heutige kürzere Bezeichnung.

## Verwaltung
Vale da Pedra ist Sitz einer gleichnamigen Gemeinde (Freguesia) im Kreis (Concelho) von Cartaxo im Distrikt Santarém. In ihr leben 1646 Einwohner auf einer Fläche von 14 km² (Stand 19. April 2021).
Folgende Ortschaften und Landgüter liegen in der Gemeinde:
- Cruz do Campo (nur der östliche Teil, der übrige Teil gehört zur Gemeinde Pontével)
- Sesmarias  (nur der östliche Teil, der übrige Teil gehört zur Gemeinde Cartaxo e Vale da Pinta)
- Gaio (Quinta do Gaio de Baixo und Quinta do Gaio de Cima bzw. Alto do Gaio)
- Setil
- Ponte do Reguengo

## Verkehr
Mit den Eisenbahnstationen Setil und Reguengo-Vale de Pedra-Pontével liegen zwei Haltepunkte der Eisenbahnstrecke Linha do Norte in der Gemeinde. Der 1903 fertiggestellte Bahnhof von Setil war ein bedeutender Knotenpunkt für Personen- und Güterverkehr insbesondere seit der Eröffnung der hier einmündenden Strecke Linha de Vendas Novas im Jahr 1904. Heute hat der Bahnhof Setil deutlich an Bedeutung eingebüßt und funktioniert nur noch als Haltepunkt.